# Guéret
Guéret is een stad en gemeente in Frankrijk. Het is de prefectuur van het departement Creuse, in de regio Nouvelle-Aquitaine. De gemeente telde 12.814 inwoners op 1 januari 2022.

## Geschiedenis
Guéret ontstond bij een klooster dat in de 7e eeuw zou gesticht zijn door de kluizenaar Pardoux. In de tijd van Karel de Grote werd de stad versterkt. De stad werd werd een handelscentrum. In 1514 werd het de hoofdstad van het voormalige graafschap Marche en de stad kreeg zo een belangrijke rol op administratief en gerechtelijk vlak. Dit bleef zo na de Franse Revolutie want Guéret werd in 1791 de hoofdstad van het departement Creuse, ook al was haar rivaal Aubusson groter en welvarender. 
In het Forêt de Chabrières bij Guéret werd blauwe graniet gewonnen die gebruikt werd voor bij de bouw in de stad. Deze steengroeven kenden een bloeitijd vanaf het einde van de 19e eeuw tot de jaren 1930. Pas in de jaren 1960 vestigde zich industrie in de gemeente.

### Tweede Wereldoorlog
Daags na de geallieerde landing in Normandië werd de stad op 7 juni 1944 bevrijd door vier- tot vijfhonderd leden van het Frans verzet. Na een kort gevecht gaven de leden van het Duitse garnizoen zich over. Guéret werd zo de eerste departementshoofdstad die werd bevrijd. Maar op 9 juni nam de Duitse Wehrmacht vanuit Montluçon de stad opnieuw in. Het verzet had de stad toen al verlaten. Er volgden geen dodelijke represailles zoals in Tulle of in Oradour. Hierin speelde mee dat het garnizoen van Guéret met militaire eer was gevangen genomen en daarna goed was behandeld. En het was de Wehrmacht en niet de Waffen-SS die de stad weer innam. Het detachement van de Waffen-SS onder leiding van Helmut Kämpfe vertrok op 9 juni 1944 uit Limoges om Guéret te helpen heroveren. Bij Janaillat legden de Duitsers een hinderlaag en vermoordden verzetsstrijders die uit Guéret terugkeerden. Bij hun terugkeer, bij Moissannes, namen verzetsstrijders onder leiding van Georges Guingouin Kämpfe gevangen. Kämpfe werd op bevel van Guingouin geëxecuteerd of gedood tijdens een ontsnappingspoging op 10 juni 1944. Pas op 25 augustus werd Guéret definitief bevrijd.

## Bezienswaardigheden

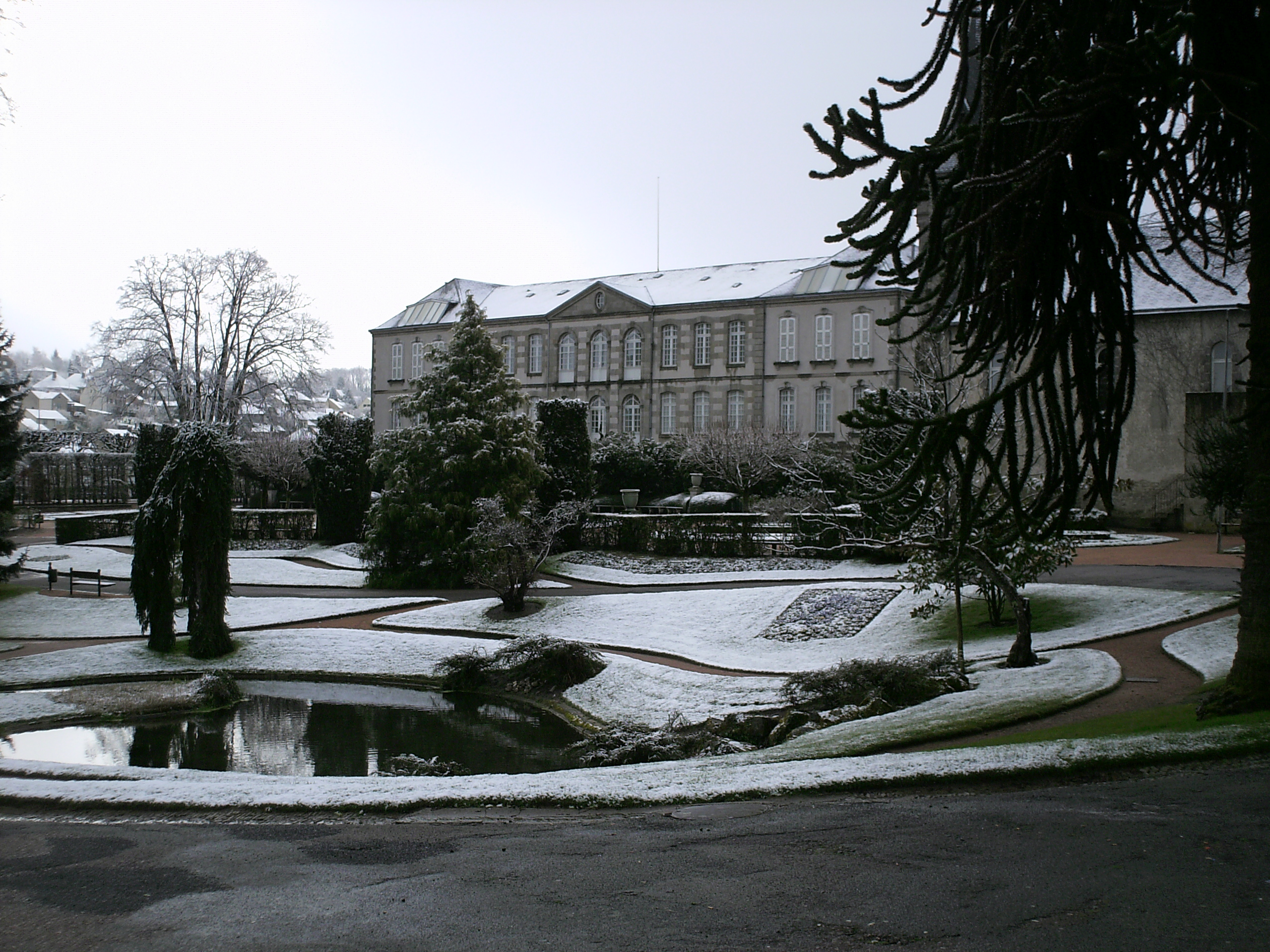
Musée de la Sénatorerie

Het Hôtel de Moneyroux is een herenhuis uit de 15e en 16e eeuw in flamboyant gotische stijl, bestaande uit twee haaks op elkaar staande vleugels.
In het Musée d'Art et d'Archéologie de la Sénatorerie bevinden zich onder andere wandtapijten uit Aubusson, een verzameling email, aardewerk en keramiek, Aziatische kunst en een collectie schilderkunst. Het museum werd opgericht in 1832 en is sinds 1905 gehuisvest in het Hôtel de la Sénatorerie.

## Geografie
De oppervlakte van Guéret bedroeg op 1 januari 2022 26,21 vierkante kilometer; de bevolkingsdichtheid was toen 488,9 inwoners per km².
Ten zuidwesten van het stadscentrum ligt het meer Plan d’eau de Courtille. In het zuiden ligt het beboste heuvelmassief Monts de Guéret. Het hoogste punt van de gemeente is de Puy de Chiroux (689 m).
De onderstaande kaart toont de ligging van Guéret met de belangrijkste infrastructuur en aangrenzende gemeenten.

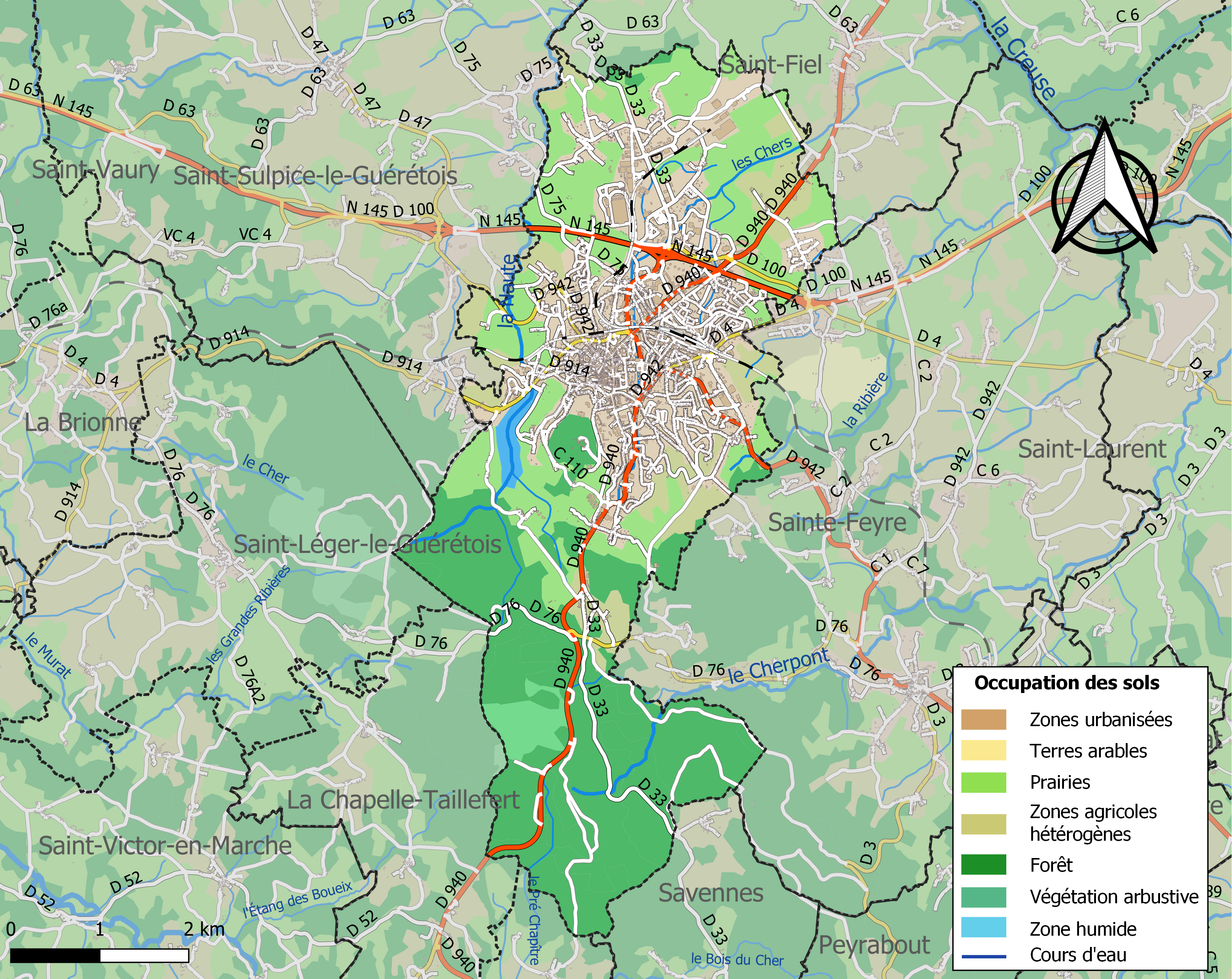

## Demografie
Na de Tweede Wereldoorlog kende Guéret een bevolkingsaanwas door de inwijking van bewoners van het omliggende platteland. Net als de rest van het departement kende Guéret na 1990 een krimpende bevolking door teruglopende geboortecijfers en door emigratie.
Onderstaande figuur toont het verloop van het inwonertal (bron: INSEE-tellingen).

## Verkeer en vervoer

In de gemeente ligt spoorwegstation Guéret, vanwaar verbindingen aangeboden worden naar o.a. Bordeaux, Limoges en Montluçon.
Guéret heeft lang geleden onder een slechte bereikbaarheid. Door de RN145 wordt de stad verbonden met de autosnelweg A20 (Parijs - Toulouse) en met Limoges. Deze nationale weg kreeg twee maal twee rijstroken tot Montluçon in 2011.

## Sport
Guéret is één keer etappeplaats geweest in de wielerkoers Ronde van Frankrijk. De Australiër Robbie McEwen won er in 2004 een etappe.

## Geboren in Guéret
- Antoine Varillas (ca. 1624-1696), historicus
- Louis Lacrocq (1868-1940), advocaat en historicus
- Marcel Jouhandeau (1888-1979), schrijver
- Georges Pludermacher (1944), pianist
- Baptiste Vadic (2002), wielrenner